# West Canton
West Canton és una concentració de població designada pel cens dels Estats Units a l'estat de Carolina del Nord. Segons el cens del 2000 tenia 1.156 habitants.

## Demografia
Segons el cens del 2000, West Canton tenia 1.156 habitants, 488 habitatges i 339 famílies. La densitat de població era de 323,4 habitants per km².
Dels 488 habitatges en un 28,1% hi vivien nens de menys de 18 anys, en un 58,2% hi vivien parelles casades, en un 9,6% dones solteres, i en un 30,5% no eren unitats familiars. En el 26,8% dels habitatges hi vivien persones soles el 14,5% de les quals corresponia a persones de 65 anys o més que vivien soles. El nombre mitjà de persones vivint en cada habitatge era de 2,37 i el nombre mitjà de persones que vivien en cada família era de 2,84.
Per edats la població es repartia de la següent manera: un 21,1% tenia menys de 18 anys, un 5,2% entre 18 i 24, un 29,2% entre 25 i 44, un 26,1% de 45 a 60 i un 18,4% 65 anys o més.
L'edat mediana era de 41 anys. Per cada 100 dones de 18 o més anys hi havia 85 homes.
La renda mediana per habitatge era de 30.694 $ i la renda mediana per família de 34.922 $. Els homes tenien una renda mediana de 40.347 $ mentre que les dones 22.056 $. La renda per capita de la població era de 15.587 $. Entorn del 8,1% de les famílies i l'11,8% de la població estaven per davall del llindar de pobresa.

## Poblacions més properes
El següent diagrama mostra les poblacions més properes.